# Due milioni per un sorriso
Due milioni per un sorriso è un film del 1939 diretto da Mario Soldati e Carlo Borghesio.

## Trama
Un industriale italiano, che ha fatto fortuna in America, ritorna in Italia ricco ed agiato. Vuole, sopra ogni altra cosa, ritrovare colei che nei suoi anni giovanili un giorno gli sorrise, facendolo innamorare. Questo suo sogno nostalgico fa sì che si lasci convincere a finanziare un film in memoria dell'episodio della sua lontana giovinezza. Il ricco industriale conosce così un giovane professore, che gli somiglia tantissimo a quando era giovane, che mette a capo della direzione artistica del film. Durante le ricerche dell'attrice protagonista, il giovane professore conosce una dattilografa e se ne innamora. Questo affetto viene aiutato a progredire grazie all'aiuto del ricco industriale il quale, soddisfatto dal film, se ne ritorna in America dopo aver donato un ingente parte del suo patrimonio ai due fidanzati, che gli hanno donato una "seconda giovinezza" e lo hanno aiutato a rivivere i suoi sogni giovanili: quel favorire un amore altrui ma per molti versi simile al suo, infatti, lo consola.

## Critica
Le recensioni sono state altalenanti: 
(Giuseppe Isani su Cinema del 25 novembre 1939)
(Gherardo Gherardi su Film del 30 settembre 1939)